# ダイハツ・シリオン
シリオン（Sirion、SIRION）は、ダイハツが製造・販売していた小型乗用車の輸出名である。初代はストーリア(1998年 - 2004年)、2代目と3代目はブーン(2004年 - 2016年)の輸出仕様にあたる。2代目からマレーシアの自動車メーカーであるプロドゥアがシリオンをベースにマイヴィという兄弟車を登場させた。このマイヴィは年間4000台ほどの販売計画であったが、翌年にはその10倍以上にあたる52,000台もの受注を受けるほどの人気車となり、マレーシアの自動車売り上げの10%を占めるほどになり、以降15年以上に渡りマレーシアで売り上げトップの車となった。その影響もあり2代目のインドネシア仕様(2007年 - 2011年)及び3代目以降(2011年 - )はプロドゥア・デザインが採用されている。そして4代目からはダイハツの手を離れ完全にプロドゥア開発の車となった。

## 初代 M100型（1998年 - 2004年）

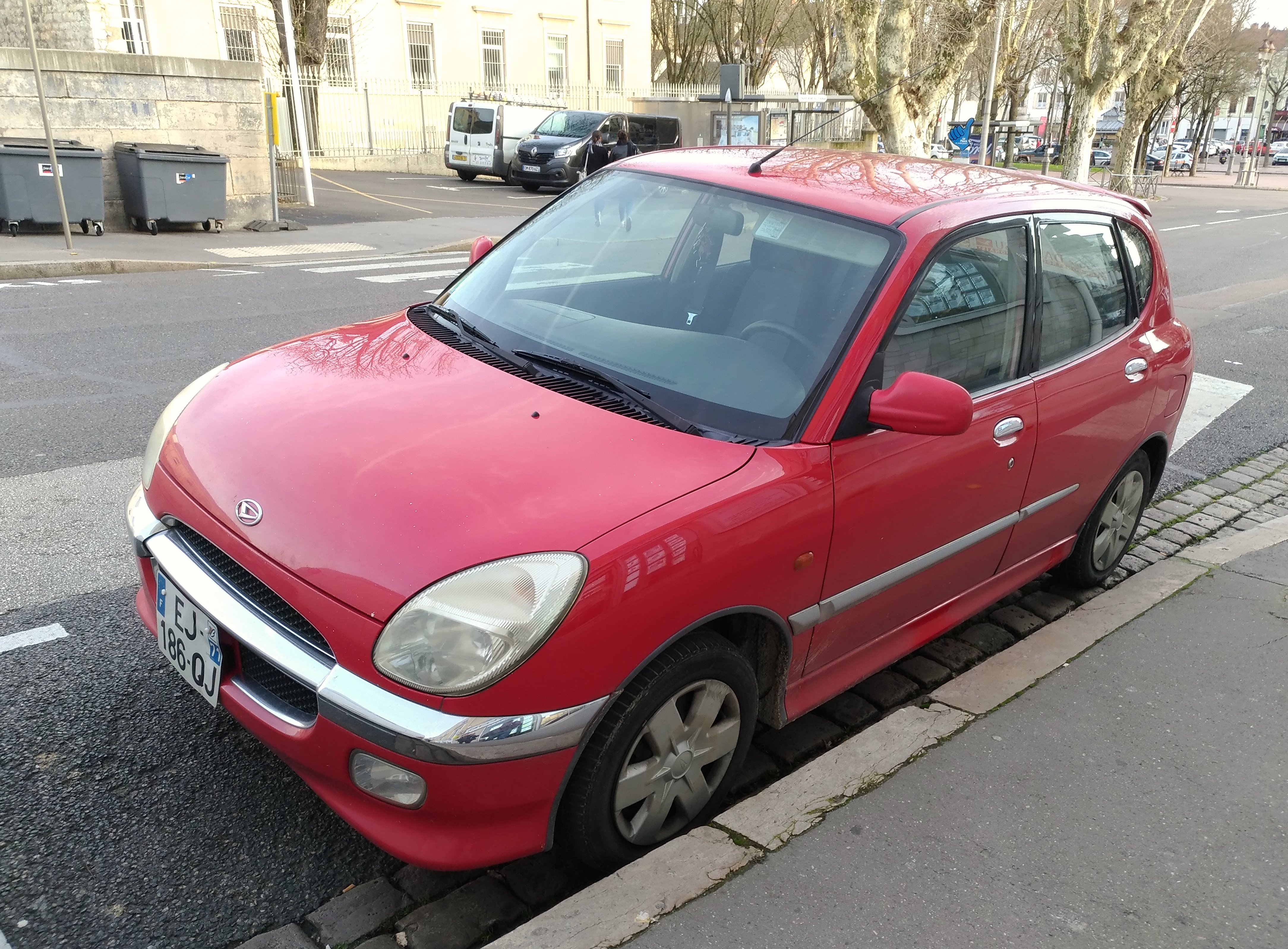
スポーツ AWD フロント
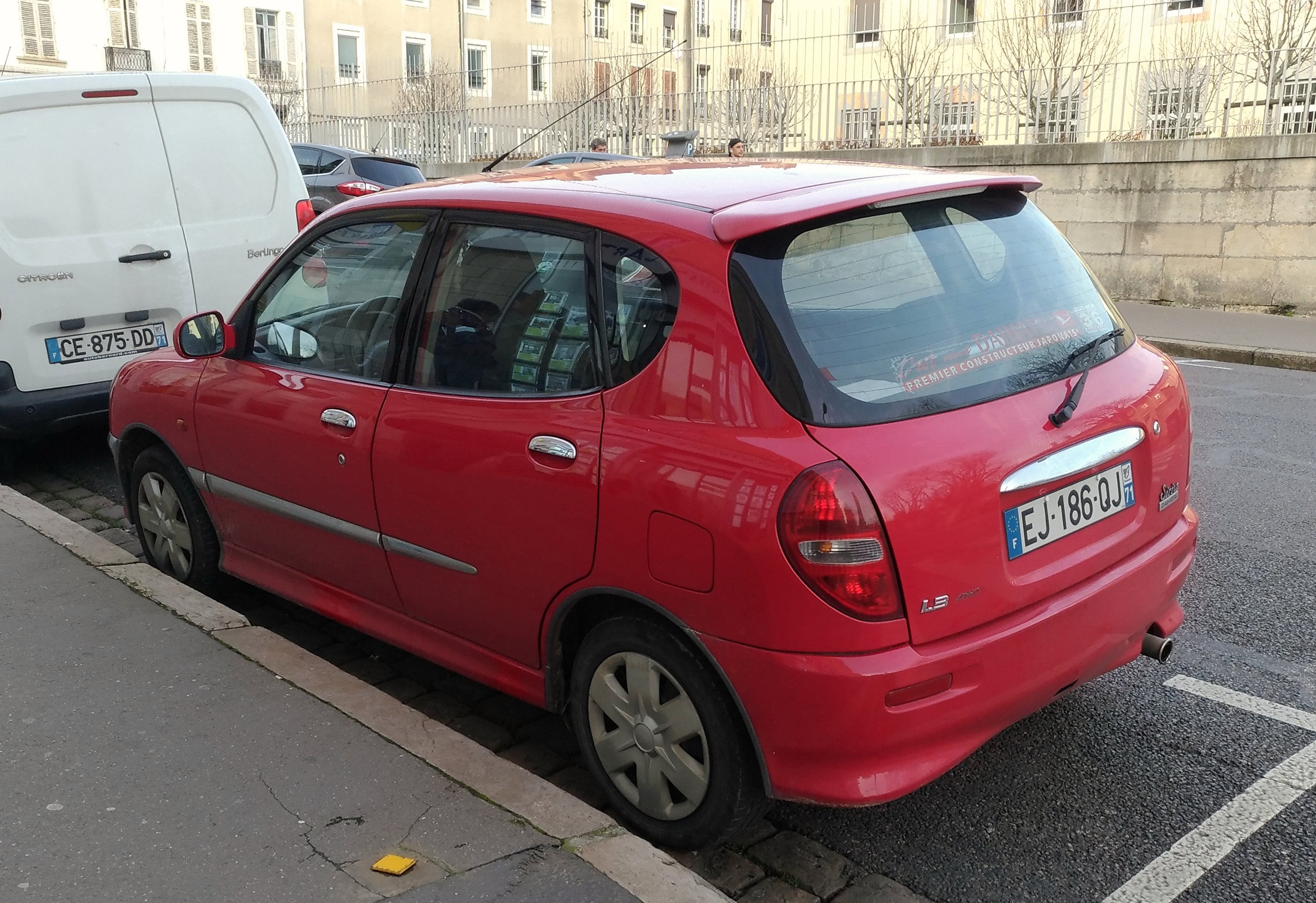
スポーツ AWD リア
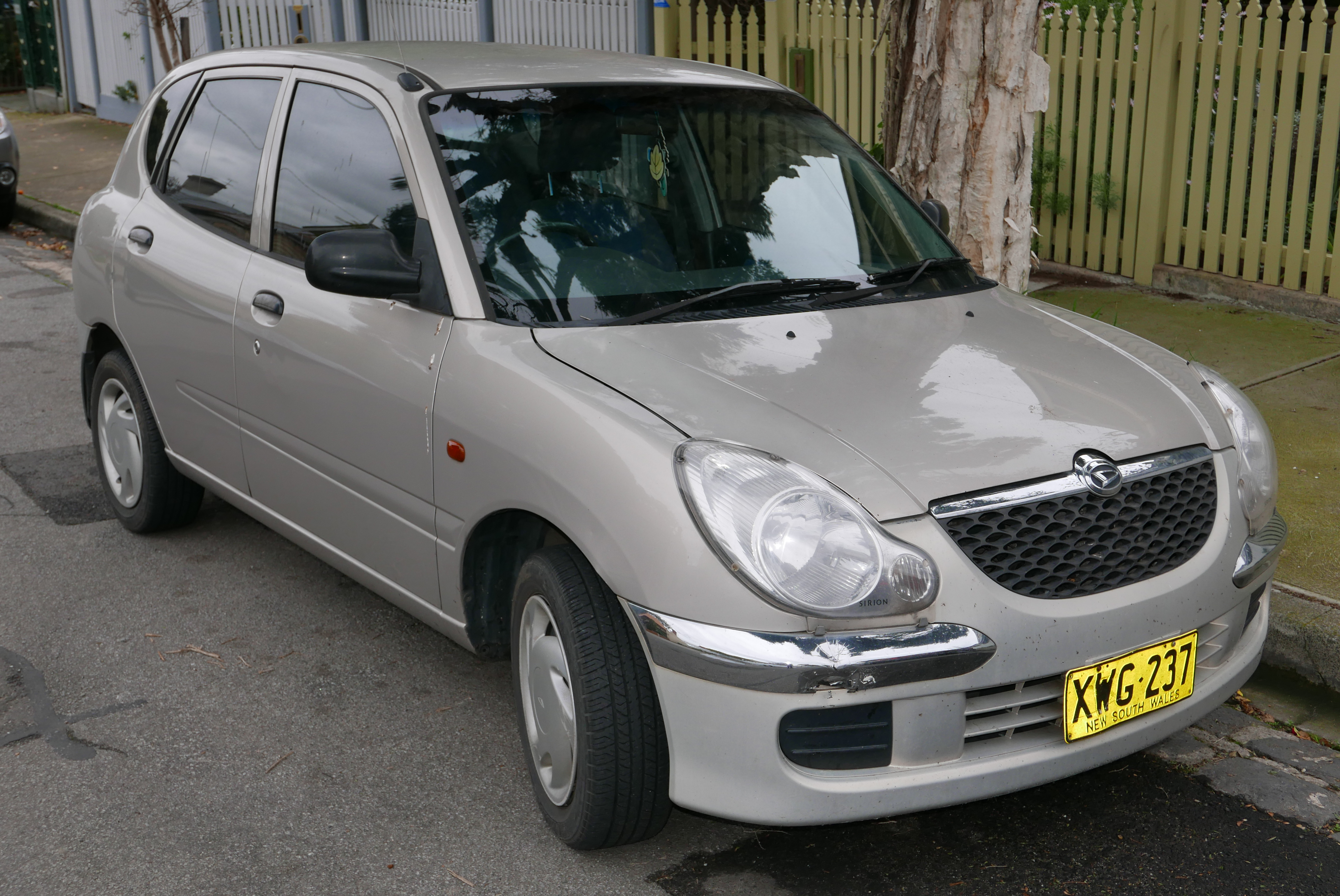
2002年販売型 後期型 フロント
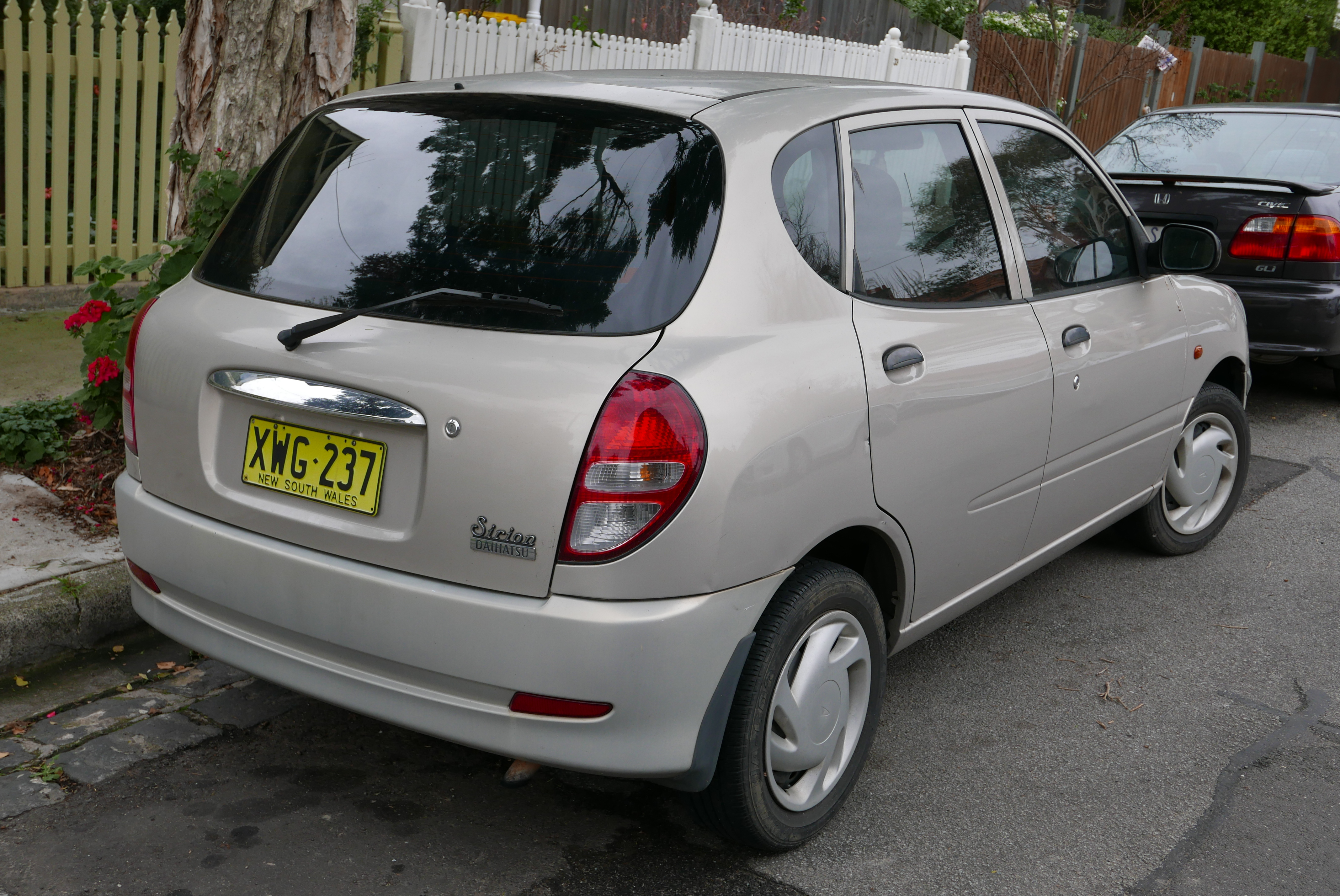
2002年販売型 後期型 リア
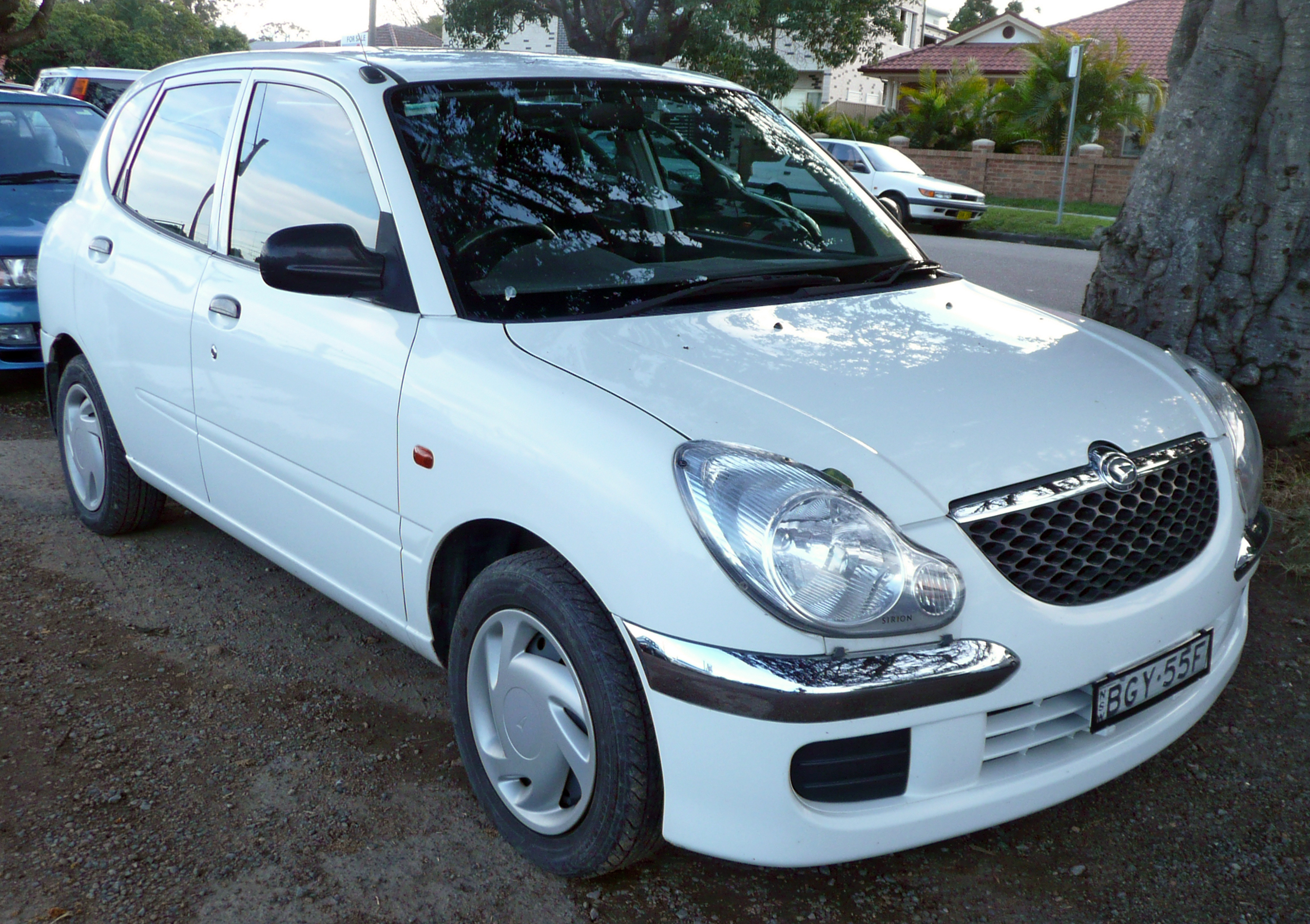
後期型 フロント
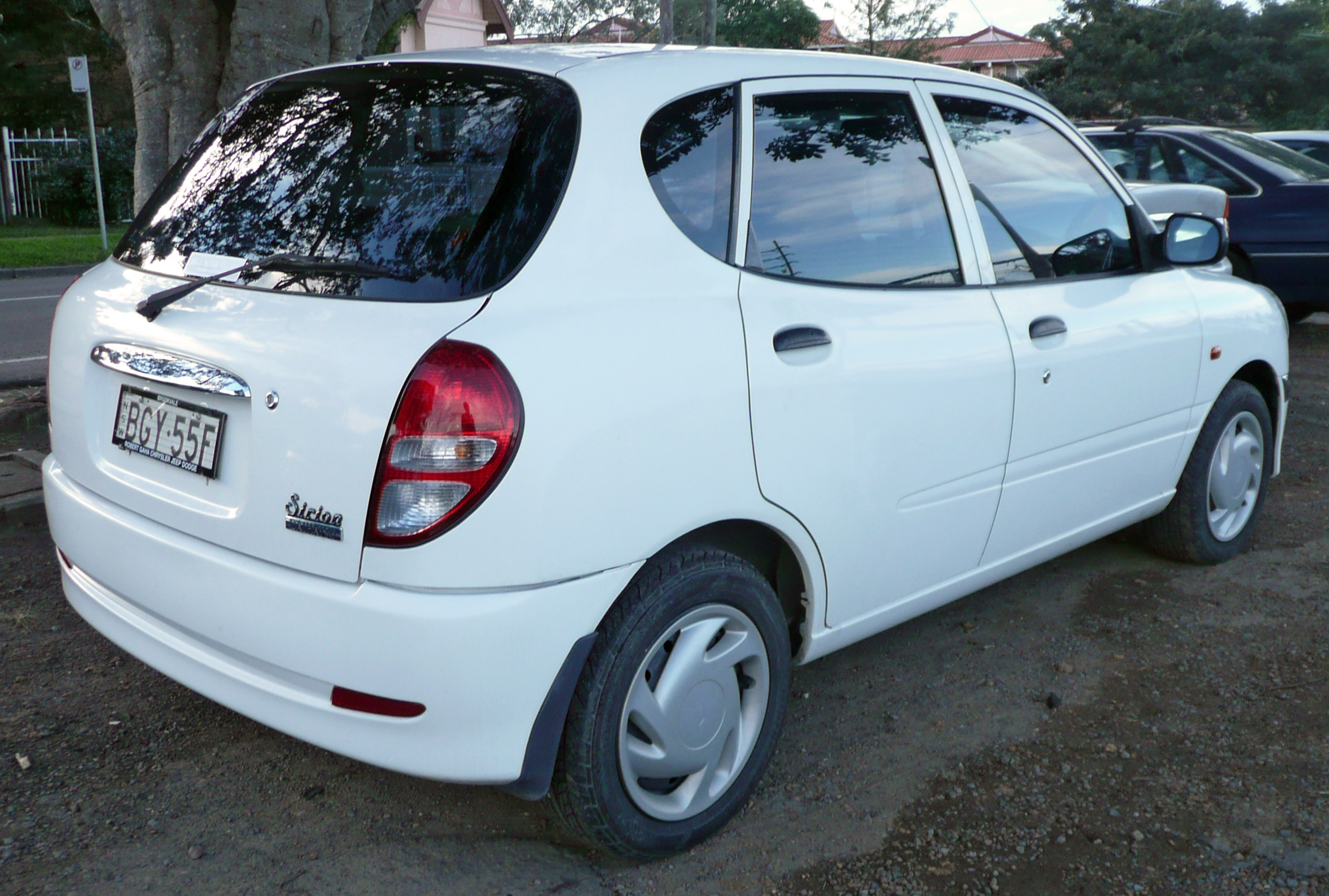
後期型 リア

## 2代目 M300型（2004年 - 2015年、インドネシア仕様: 2007年 - 2011年）

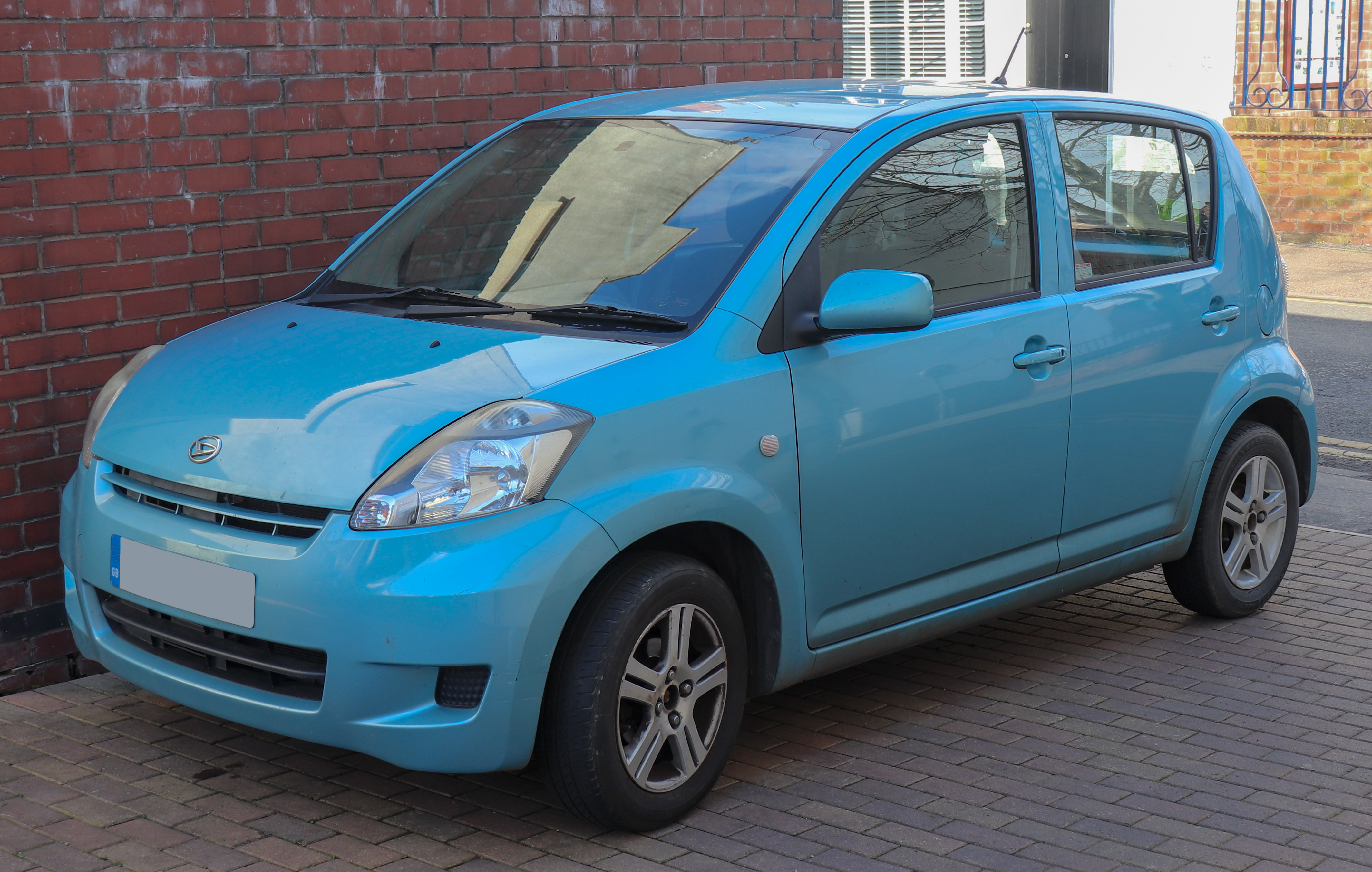
SE 1.0 フロント
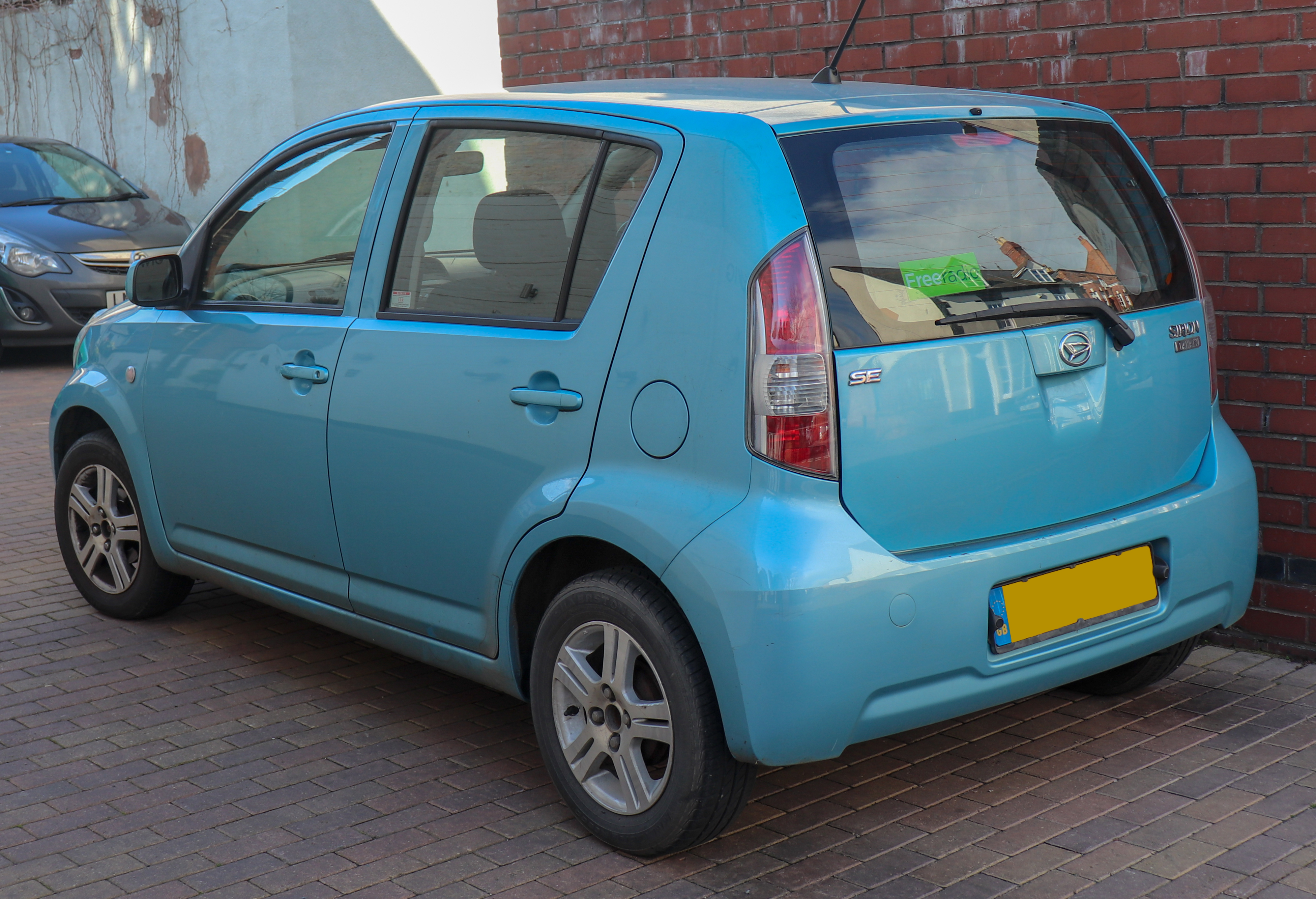
SE 1.0 リア
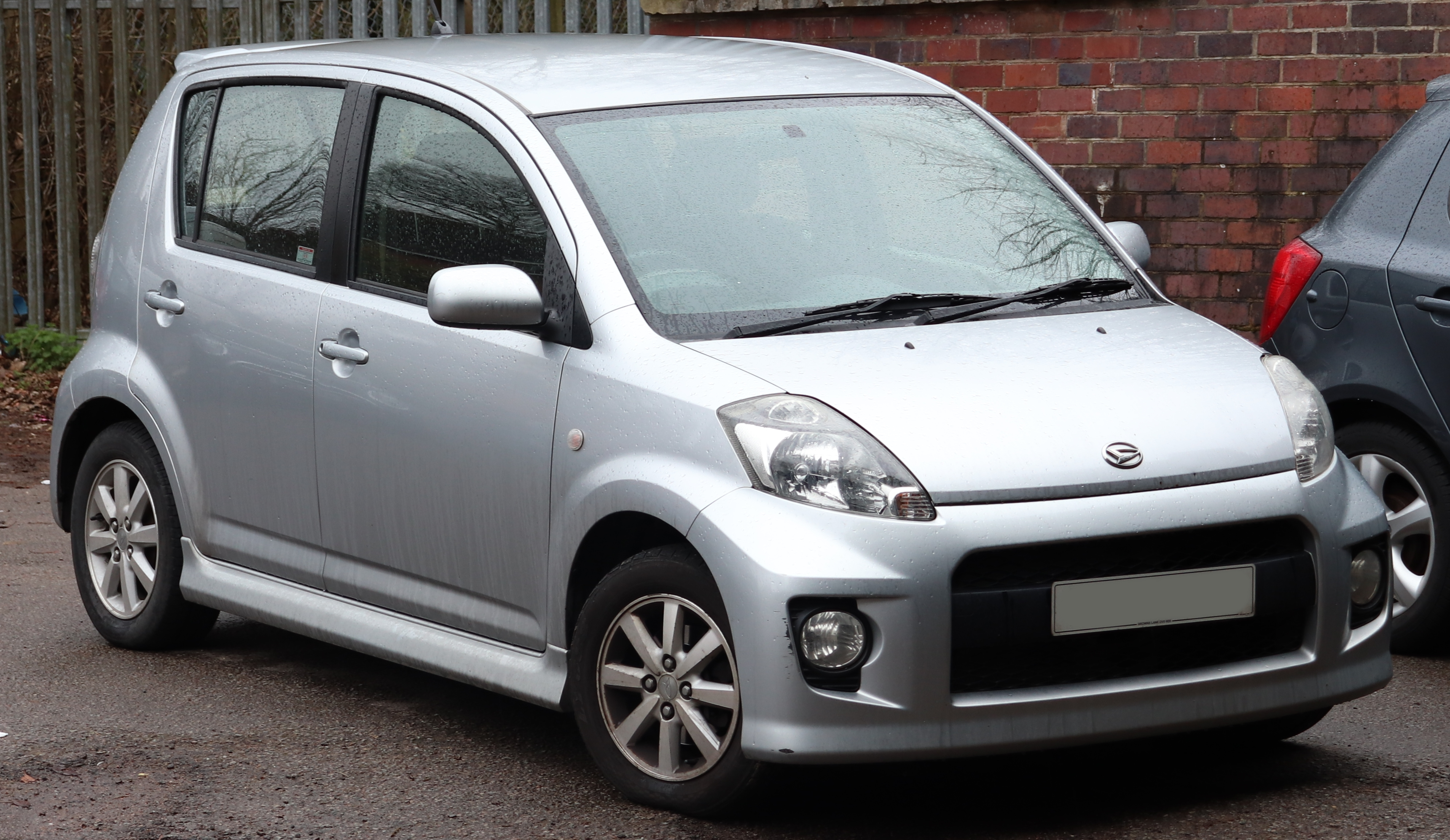
2009年販売型 SX 1.5 フロント
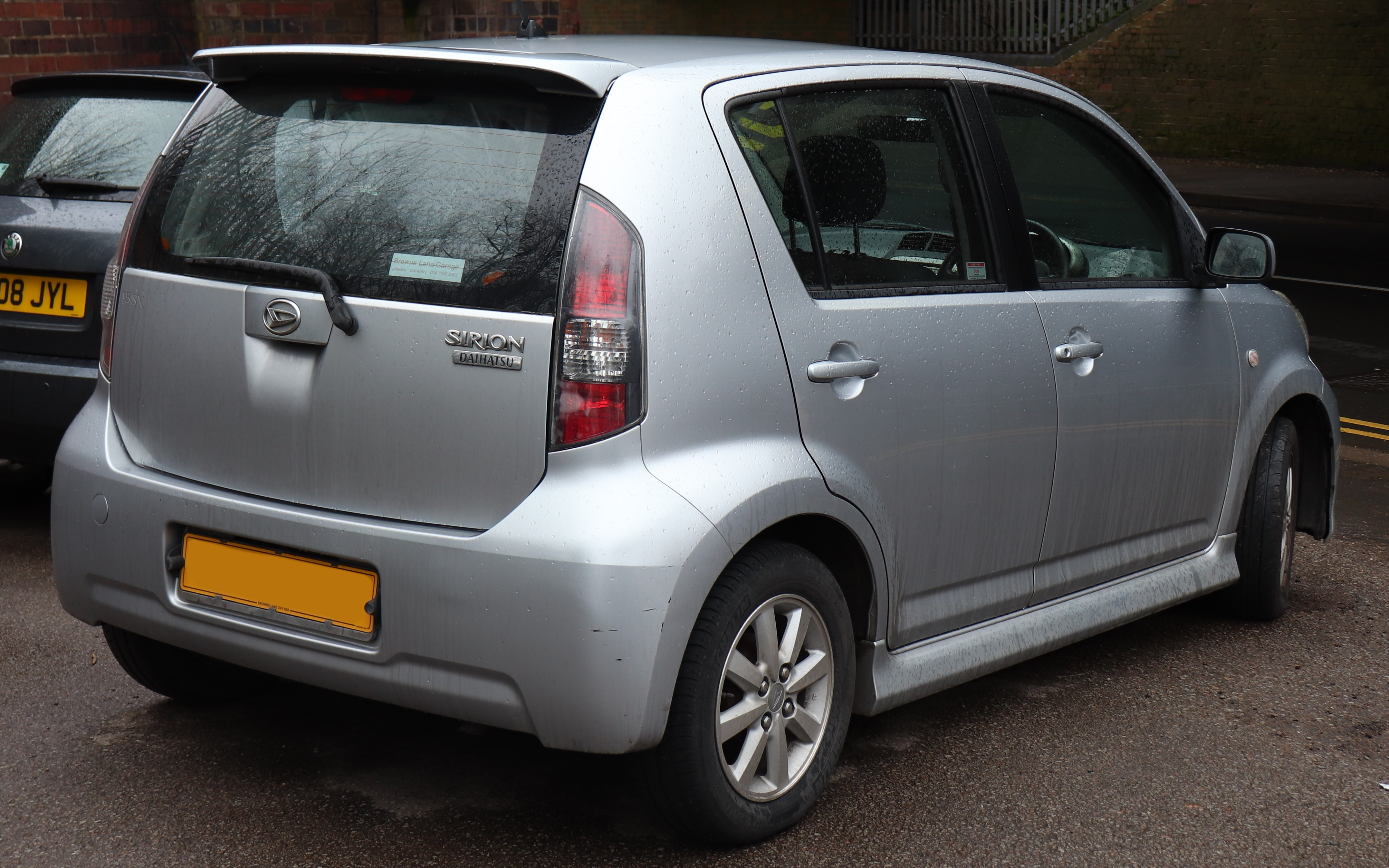
2009年販売型 SX 1.5 リア
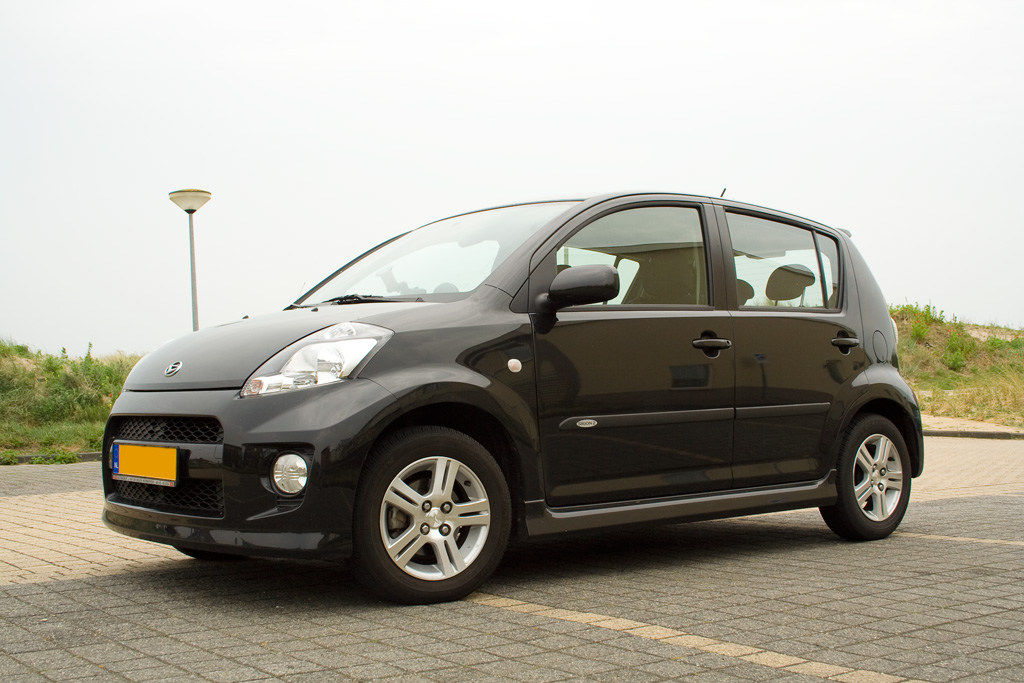
1.5Lスポーツ フロント
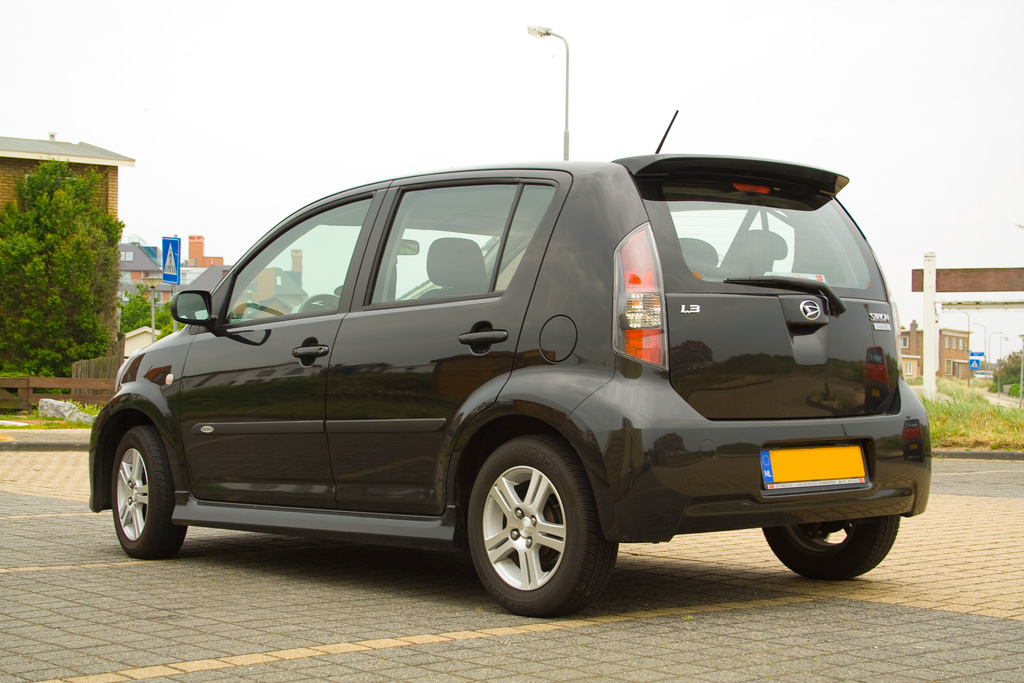
1.5Lスポーツ リア
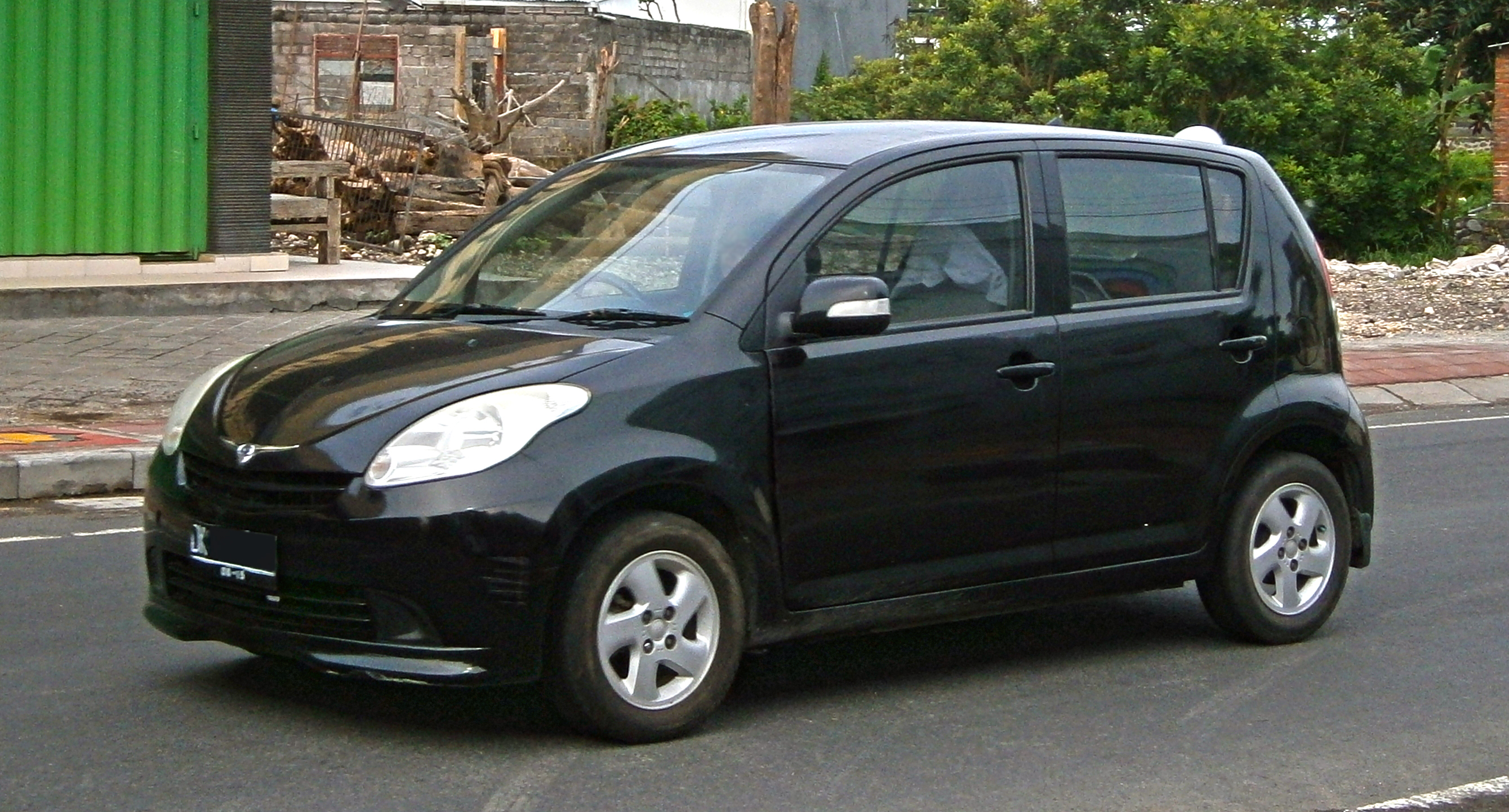
インドネシア仕様 フロント
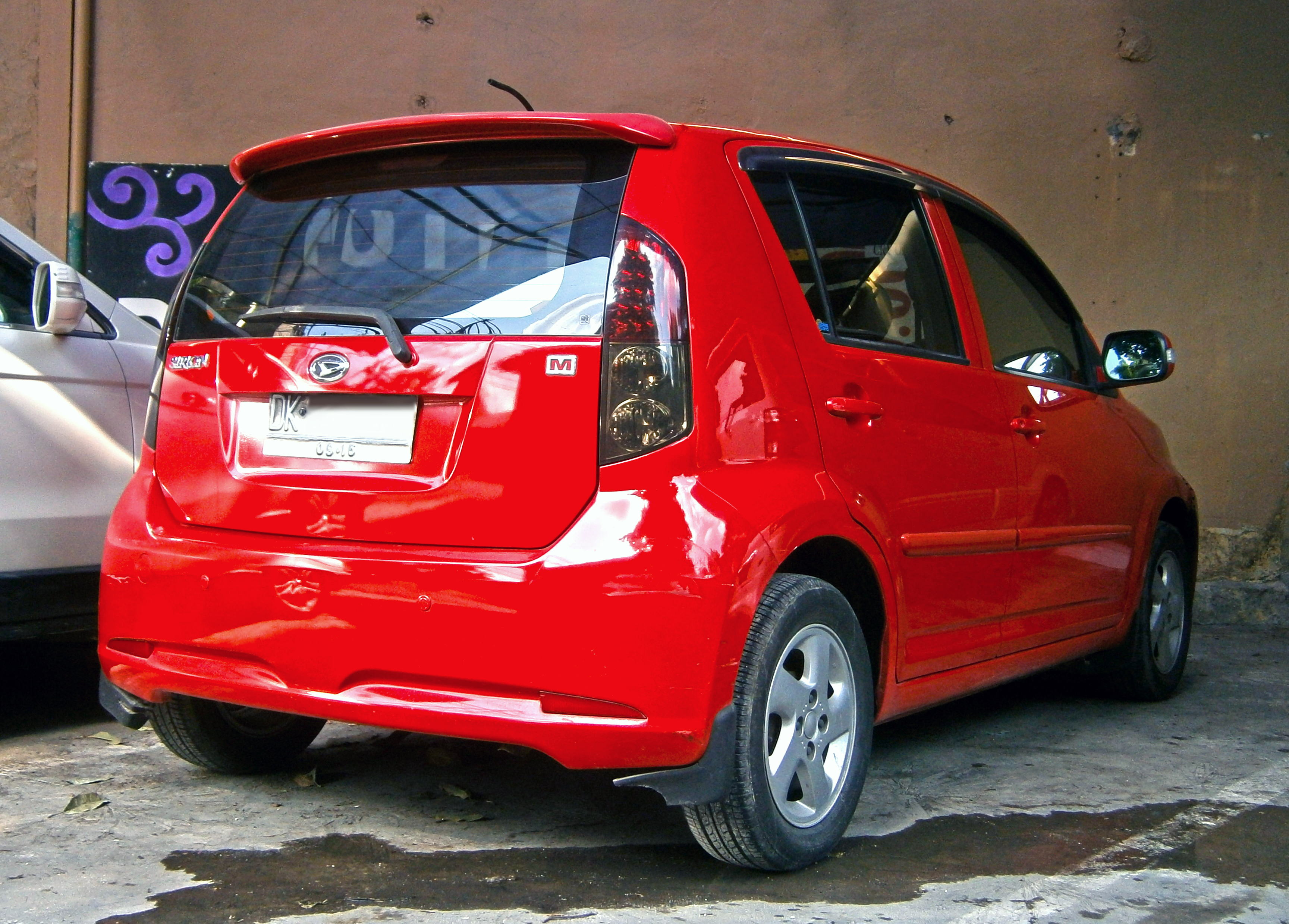
インドネシア仕様 リア

## 3代目 M600型（2011年 - 2018年）
2011年にインドネシアで2代目シリオンを販売した。

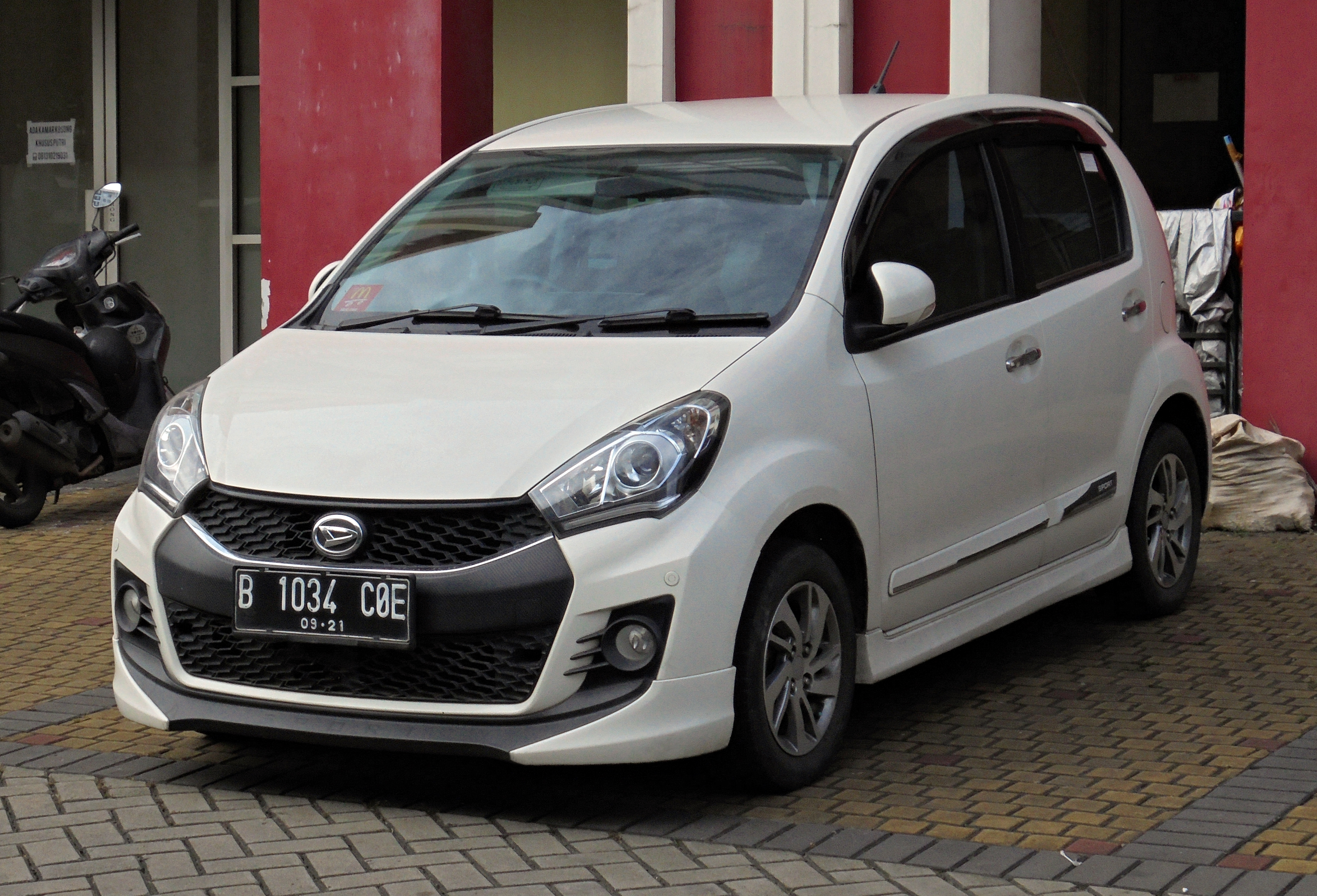
2016年販売型 1.3スポーツ フロント

## 4代目 M800型（2018年 - ）
ダイハツ工業のインドネシア合併会社、アストラ・ダイハツ・モーター社が2018年2月13日に、4代目シリオンを販売した。同時期に「スマートアシスト（現地名ではアドバンスドセーフアシスト）」が採用された。これは海外専売車種では初採用となる。マレーシアでは2017年から「マイヴィ」として販売されている。先代までとは状況が変わりこの4代目からダイハツとトヨタはエンジンの提供とアドバイスを出したに過ぎず、開発の主体はプロドゥアとなった。

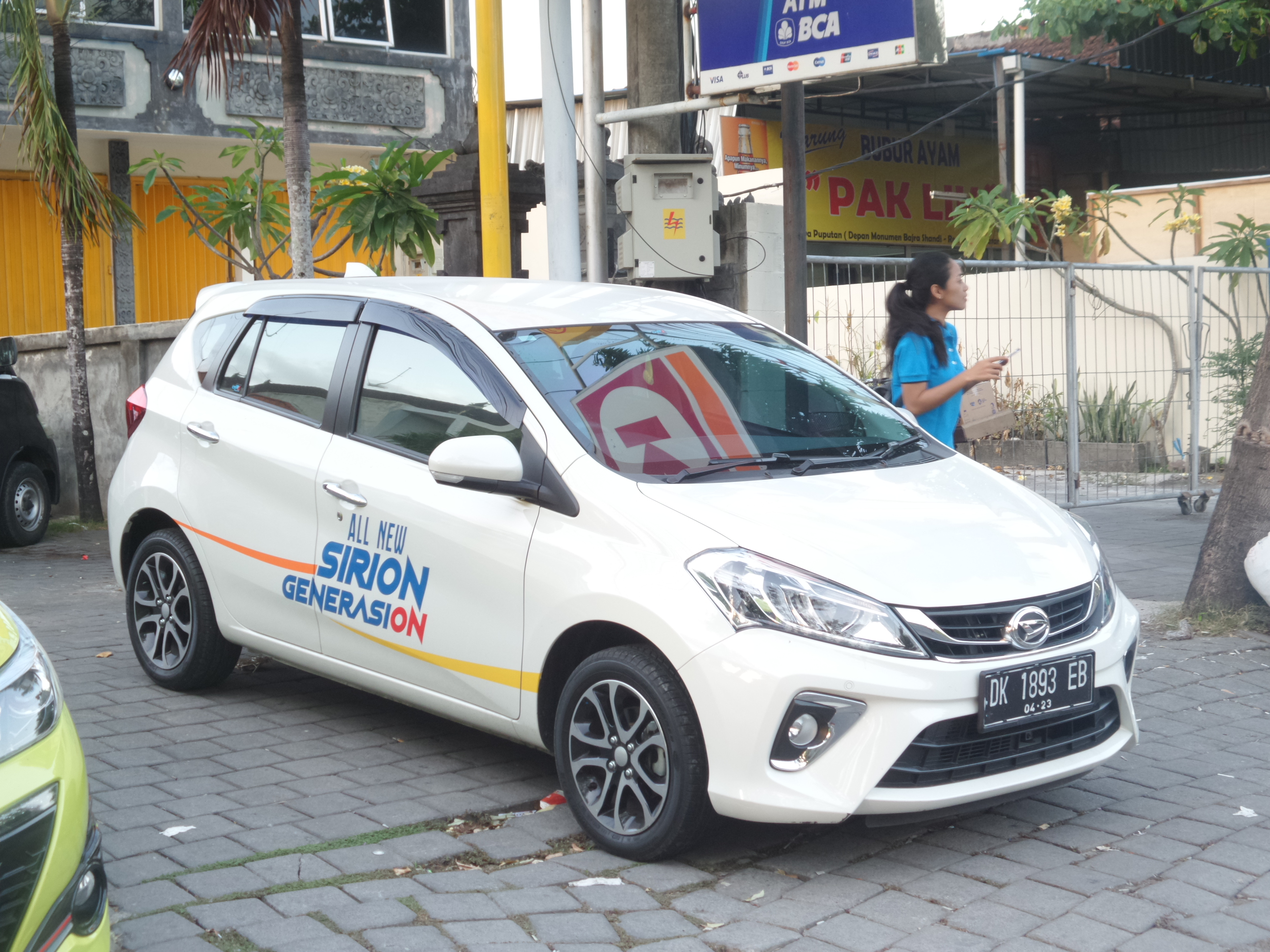
AV フロント
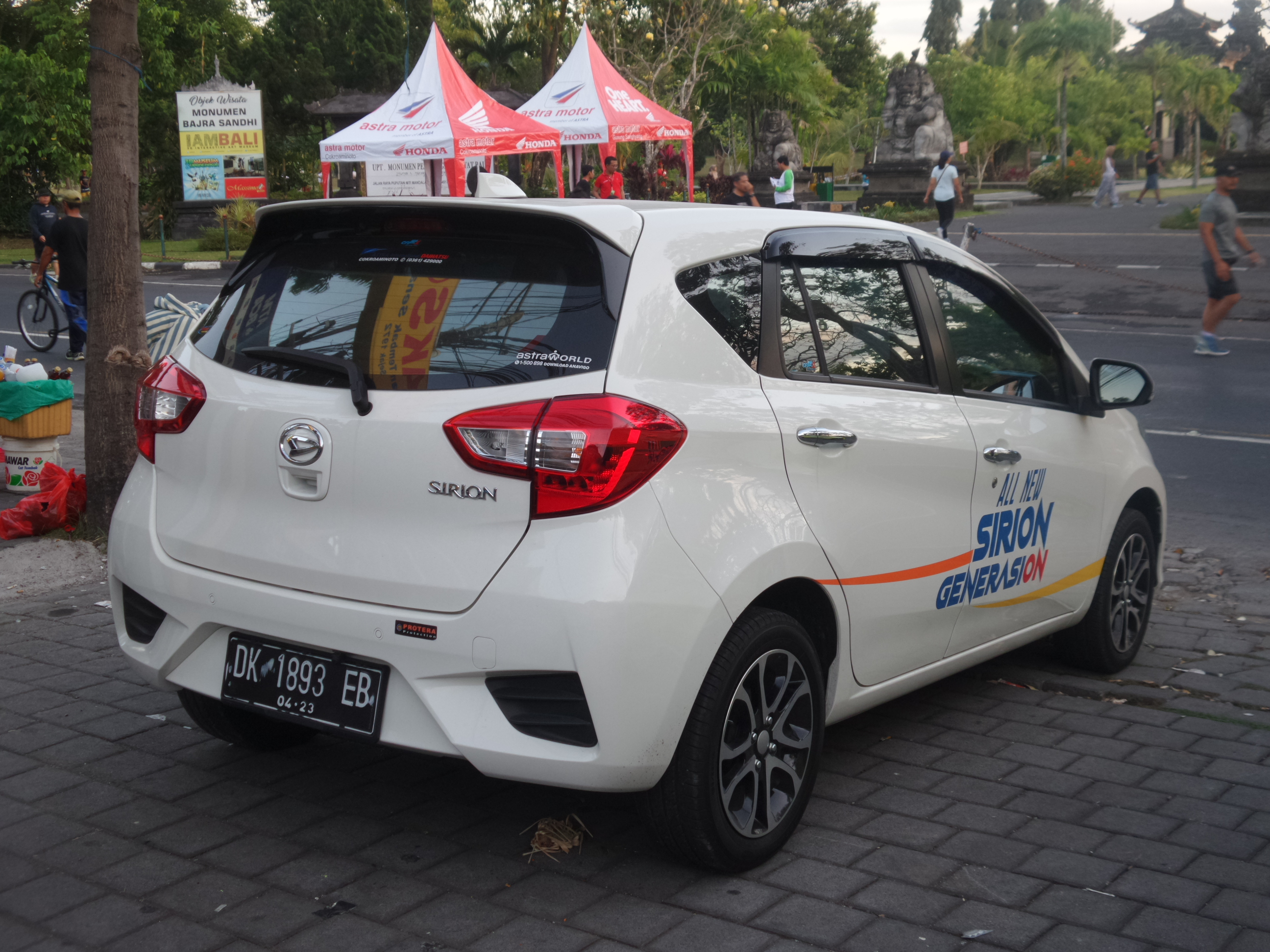
AV リア